# Pétition des fabricants de chandelles

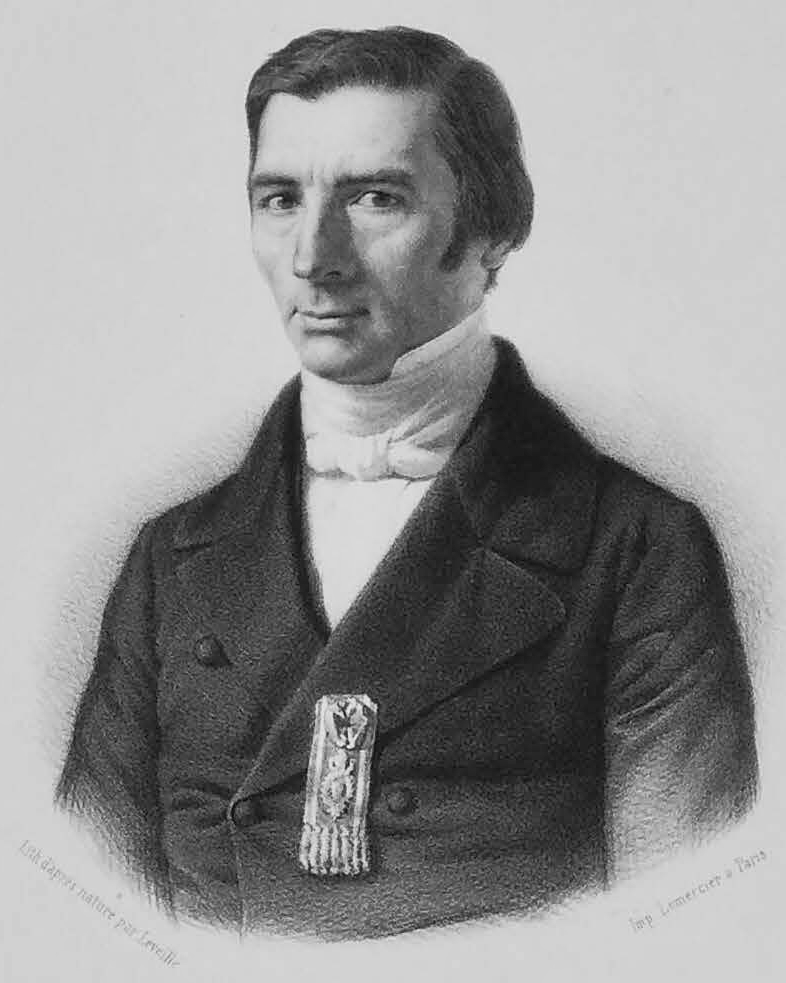
Gravure représentant Frédéric Bastiat.

La Pétition des fabricants de chandelles est un texte satirique de l'économiste français Frédéric Bastiat écrit en 1845 pour dénoncer le protectionnisme et la « théorie de la disette » des producteurs. Il fut publié dans les Sophismes économiques comme 7e chapitre,.
Dans ce texte, les fabricants de chandelles et autres représentants de l'industrie de l'éclairage déposent une pétition à la chambre des députés (de la monarchie de Juillet à l'époque). Ils demandent à être protégés par l'État de la « compétition ruineuse d'un rival étranger » bien plus performant qu'eux, le soleil. À cette fin, ils exigent qu'on ordonne la fermeture des fenêtres et lucarnes par lesquelles la lumière du soleil entre.
Pour la défense du protectionnisme qu'ils appellent de leurs vœux, ils invoquent les « avantages » économiques qui surgiraient si l'on bloquait la lumière du soleil : augmentation de la consommation de nombreux produits de façon directe puis de toute l'économie indirectement. 
Frédéric Bastiat déduit de cet exemple la supériorité économique du libre-échange en montrant comment bon nombre des arguments des partisans de l'intervention de l'État dans l'économie ne sont que l'expression d'une politique d'intérêts de groupes particuliers.
On retrouve dans ce chapitre l'exemple repris plusieurs fois dans les sophismes économiques des oranges produites à Paris et à Lisbonne.